# Estadi El Teniente
L'Estadi El Teniente, també conegut com a Estadi El Teniente Codelco per raons d'esponsorització, és un estadi poliesportiu situat a Rancagua, Xile. S'usa principalment per al futbol. La capacitat actual és de 14,087 persones, i fou construït el 1945 amb el nom d'Estadi Braden Copper Company (Estadio Braden Copper Co.). És el camp on l'equip de futbol O'Higgins hi juga com a local.
L'estadi va hostatjar set partits de la Copa del Món de futbol de 1962, entre la fase de grups i els quarts de final.
El 2013, fou renovat per tal d'hostatjar partits de la Copa Amèrica de futbol 2015, disputada a Xile. S'hi han de jugar dos partits de la fase de grups.